# Lambert-beersches Gesetz
Das lambert-beersche Gesetz oder bouguer-lambert-beersche Gesetz beschreibt die Abschwächung der Intensität einer Strahlung in Bezug zu deren Anfangsintensität bei dem Durchgang durch ein Medium mit einer absorbierenden Substanz in Abhängigkeit von der Konzentration der absorbierenden Substanz und der Schichtdicke. Das Gesetz bildet die Grundlage der modernen Photometrie als analytische Methode. Es ist ein Spezialfall der Strahlungstransport-Gleichung ohne Emissionsterm.

## Geschichte
Das bouguer-lambert-beersche Gesetz wurde von Pierre Bouguer vor dem Jahre 1729 formuliert und beschreibt die Schwächung der Strahlungsintensität mit der Weglänge beim Durchgang durch eine absorbierende Substanz. Es wird auch Johann Heinrich Lambert zugeschrieben, teils sogar kurz als lambertsches Gesetz bezeichnet, obwohl Lambert selbst Bouguers Werk „Essai d’optique sur la gradation de la lumière“ in seiner „Photometria“ (1760) anführt und sogar daraus zitiert.
Als lambertsches Gesetz wird darüber hinaus auch das lambertsche Kosinusgesetz bezeichnet.
Im Jahre 1852 erweiterte August Beer das bouguer-lambertsche Gesetz, indem er die Konzentration des Absorbanten in Abhängigkeit zum transmittierten Licht stellte. Dieser Zusammenhang wird als lambert-beersches Gesetz oder seltener als bouguer-lambert-beersches Gesetz bezeichnet.

## Das Gesetz
Die Extinktion {\displaystyle E_{\lambda }} (Absorbanz des Materials für Licht der Wellenlänge {\displaystyle \lambda }) ist gegeben durch
{\displaystyle E_{\lambda }=\log _{10}\left({\frac {I_{0}}{I_{1}}}\right)=\varepsilon _{\lambda }\cdot c\cdot d}
mit
- {\displaystyle I_{0}}: Intensität des einfallenden (eingestrahlten) Lichtes (Einheit: W·m−2)
- {\displaystyle I_{1}}: Intensität des transmittierten Lichtes (Einheit: W·m−2)
- {\displaystyle c}: Stoffmengenkonzentration der absorbierenden Substanz im Medium (Einheit: mol·m−3)
- {\displaystyle \varepsilon _{\lambda }}: dekadischer Extinktionskoeffizient (oft auch als spektraler Absorptionskoeffizient bezeichnet) bei der Wellenlänge {\displaystyle \lambda }. Dieser ist eine für die absorbierende Substanz spezifische Größe und kann unter anderem vom pH-Wert oder vom Lösungsmittel abhängen. Bei einer Konzentrationsangabe in Mol wird {\displaystyle \varepsilon _{\lambda }} als dekadischer molarer Extinktionskoeffizient angegeben, beispielsweise in der Einheit m2·mol−1
- {\displaystyle d}: Schichtdicke des durchstrahlten Körpers (Einheit: m)

## Herleitung
Die differentielle Abnahme der Strahlungsintensität {\displaystyle \mathrm {d} I_{1}} durch Absorption ist proportional zur Intensität {\displaystyle I_{1}}, zum Extinktionskoeffizienten {\displaystyle \varepsilon ^{*}}, der molaren Konzentration {\displaystyle c} der absorbierenden Substanz und ihrer differentiellen Schichtdicke {\displaystyle \mathrm {d} d}:
{\displaystyle \mathrm {d} I_{1}=-I_{1}\,\varepsilon ^{*}\,c\,\mathrm {d} d};
oder
{\displaystyle {\frac {\mathrm {d} I_{1}}{I_{1}}}=-\varepsilon ^{*}\,c\,\mathrm {d} d}
und nach Integration
{\displaystyle \ln \left(I_{1}\right)=-\varepsilon ^{*}\cdot c\,d+\ln \left(I_{0}\right)}
{\displaystyle \ln \left({\frac {I_{1}}{I_{0}}}\right)=-\varepsilon ^{*}\,c\,d},
nachdem die Integrationskonstante für {\displaystyle d=0} zu {\displaystyle \ln \left(I_{0}\right)} bestimmt wurde. Daraus erhält man die fallende Exponentialfunktion, mit der die Abnahme der Lichtintensität beim Durchqueren einer Probelösung mit der Konzentration {\displaystyle c} beschrieben werden kann:
{\displaystyle I_{1}=I_{0}\,\mathrm {e} ^{-\varepsilon ^{*}c\,d}}
Durch Umformen der Gleichung ergibt sich:
{\displaystyle -\ln \left({\frac {I_{1}}{I_{0}}}\right)=\varepsilon ^{*}c\,d}.
Die Extinktion und der Extinktionskoeffizient werden allerdings nicht über den natürlichen Logarithmus definiert. Da der dekadische und der natürliche Logarithmus linear zusammenhängen, entspricht der Übergang einem konstanten Faktor in der Gleichung. Dieser wird einfach in die Gleichung einbezogen: Aus {\displaystyle \varepsilon ^{*}} wird {\displaystyle \varepsilon =\log _{10}(e)\varepsilon ^{*}\approx 0{,}434\varepsilon ^{*}}.
{\displaystyle -\log _{10}\left({\frac {I_{1}}{I_{0}}}\right)=\varepsilon \,c\,d}.
Dabei ist {\displaystyle \varepsilon } der dekadische molare Extinktionskoeffizient.
Mit der Potenzregel des Logarithmus ergibt sich die übliche Schreibweise:
{\displaystyle \log _{10}\left({\frac {I_{0}}{I_{1}}}\right)=\varepsilon \,c\,d}.
Die Extinktion eines Stoffes hängt durch die Dispersion des komplexen Brechungsindex von der Wellenlänge {\displaystyle \lambda } des eingestrahlten Lichtes ab.
Die Herleitung der Konzentrationsabhängigkeit basiert auf der elektromagnetischen Theorie. Demnach ergibt sich die makroskopische Polarisation eines Medium {\displaystyle P} in Abwesenheit von Wechselwirkungen zu
{\displaystyle P=N\ p}
wobei {\displaystyle p} das Dipolmoment und {\displaystyle N} die Teilchenzahldichte ist. Die Polarisation ist andererseits gegeben durch:
{\displaystyle P=(\varepsilon _{r}-1)\cdot \varepsilon _{0}\cdot E}
Hierin ist {\displaystyle \varepsilon _{r}} die relative dielektrische Funktion, {\displaystyle \varepsilon _{0}} die elektrische Feldkonstante und {\displaystyle E} das elektrische Feld. Nach Gleichsetzen und Auflösen nach der relativen dielektrischen Funktion ergibt sich:
{\displaystyle \varepsilon _{r}=1+{\frac {P}{\varepsilon _{0}\cdot E}}}
Berücksichtigt man, dass die Polarisierbarkeit {\displaystyle \alpha } definiert ist über {\displaystyle p=\alpha \cdot E} und für die Teilchenzahldichte {\displaystyle N=N_{\mathrm {A} }\cdot c} gilt, so folgt:
{\displaystyle \varepsilon _{r}=1+c{\frac {N_{\mathrm {A} }\cdot \alpha }{\varepsilon _{0}}}}
Gemäß der aus den Maxwell-Gleichungen resultierenden elektromagnetischen Wellengleichung und der Definition des Brechungsindex gilt für unmagnetische, isotrope und homogene Medien der Zusammenhang von komplexer dielektrische Funktion und dem komplexen Brechungsindex {\displaystyle \varepsilon _{r}={\hat {n}}^{2}}. Damit folgt:
{\displaystyle {\hat {n}}={\sqrt {1+c{\frac {N_{\mathrm {A} }\cdot \alpha }{\varepsilon _{0}}}}}}
Der Imaginärteil des komplexen Brechungsindexes ist der Absorptionsindex {\displaystyle k}. Mit dem Imaginärteil der Polarisierbarkeit {\displaystyle \alpha ''}und der Näherung {\displaystyle {\sqrt {1+x}}\approx 1+x/2} ergibt sich:
{\displaystyle k=c{\frac {N_{\mathrm {A} }\cdot \alpha ''}{2\varepsilon _{0}}}}
Bedenkt man den Zusammenhang zwischen {\displaystyle k} und {\displaystyle E_{\lambda }}, {\displaystyle E_{\lambda }=4\pi (\log _{10}e)k\cdot c\cdot d/\lambda } so folgt letztendlich
{\displaystyle E_{\lambda }={\frac {2\pi (\log _{10}\mathrm {e} )N_{\mathrm {A} }\alpha ''}{\lambda \cdot \varepsilon _{0}}}\cdot c\cdot d}
Daraus folgt, dass der lineare Zusammenhang zwischen Konzentration und der Extinktion generell nur näherungsweise, also für kleine Polarisierbarkeiten und damit schwächeren Absorptionen gegeben ist. Führt man die Näherung {\displaystyle {\sqrt {1+x}}\approx 1+x/2} nicht ein, und nutzt stattdessen den folgenden Zusammenhang zwischen Imaginärteil der relativen dielektrischen Funktion und Brechungs- und Absorptionsindex {\displaystyle \varepsilon _{r}''=2nk} so sieht man, dass der Extinktionskoeffizient vom Brechungsindex abhängt (welcher seinerseits ebenfalls konzentrationsabhängig ist):
{\displaystyle E_{\lambda }={\frac {2\pi (\log _{10}\mathrm {e} )N_{\mathrm {A} }\alpha ''}{n\cdot \lambda \cdot \varepsilon _{0}}}\cdot c\cdot d}
Für stärkere Oszillatoren und höhere Konzentrationen können die Abweichungen von der Linearität erheblich sein. In solchen Fällen kann stattdessen die integrierte Absorbanz benutzt werden, denn diese ist auch für höhere Konzentrationen und stärkere Oszillatoren linear von der Konzentration abhängig, solange die anderen Bedingungen (siehe Gültigkeit) eingehalten werden. Die Ableitung der Konzentrationsabhängigkeit der Absorbanz folgt nicht von ungefähr der Ableitung der Lorentz-Lorenz-Gleichung (bzw. der Clausius-Mossotti-Gleichung). Tatsächlich lässt sich zeigen, dass die näherungsweise lineare Konzentrationsabhängigkeit auch für Brechungsindexänderungen von Lösungen gilt, da beides auch aus der Lorentz-Lorenz Gleichung folgt.

## Gültigkeit
Das Gesetz gilt für:
- homogene Verteilung der absorbierenden Substanz;
- keine Strahlungskopplung[10]
- vernachlässigbare Mehrfachstreuung (insbesondere für klare Medien);
- vernachlässigbare Variation des Absorptionskoeffizienten innerhalb des gemessenen Spektralbereiches (für monochromatische Strahlung sowie in der Spektroskopie stellt die Variation kein Problem dar).
- vernachlässigbare Eigenemission (die transmittierte Strahlungsintensität muss erheblich über der (insbesondere thermischen) Eigenstrahlung liegen);
- niedrig konzentrierte Lösungen (meist kleiner 0,01 mol·l−1) (bei hohen Konzentrationen führen Wechselwirkungen zu stärkeren Abweichungen; generell ist die Extinktion/Absorbanz nicht direkt proportional zur Konzentration, da der Extinktionskoeffizient auch ohne Wechselwirkungen noch in komplizierter Weise von der Konzentration abhängt. Entsprechende Abweichungen werden allerdings nur für höhere Konzentrationen und größere Oszillatorstärken wesentlich).[11]
- Den Fall, dass die Welleneigenschaften des Lichtes vernachlässigt werden dürfen, also beispielsweise keine Interferenzverstärkungen oder Abschwächungen auftreten[12][13]

Generell ist anzumerken, dass das lambert-beersche Gesetz nicht kompatibel zu den Maxwell-Gleichungen ist. Streng genommen beschreibt es nicht die Transmission durch ein Medium, sondern nur die Propagation innerhalb desselben. Die Kompatibilität kann jedoch hergestellt werden, indem man die Transmission eines gelösten Stoffes auf die Transmission des reinen Lösungsmittels bezieht, so wie das standardmäßig in der Spektrophotometrie gemacht wird. Für reine Medien ist dies jedoch nicht möglich. Dort kann die unkritische Anwendung des lambert-beerschen Gesetz zu Fehlern in der Größenordnung von 100 % und mehr führen. In diesem Fall muss die Transfer-Matrix-Methode angewendet werden.

## Anwendung in der Chemie
Die Wellenlängenabhängigkeit des Absorptionskoeffizienten einer Substanz wird durch ihre molekularen Eigenschaften bestimmt. Unterschiede zwischen Substanzen bewirken ihre Farbigkeit und erlauben die quantitative Analyse von Substanzgemischen durch photometrische Messungen. Malachitgrün gehört zu den intensivsten Farbstoffen mit einem molaren Absorptionskoeffizienten von 8,07 · 104 l mol−1cm−1 (622 nm, Ethanol).

## Strahlungsdämpfung allgemein
Das gleiche Gesetz gilt allgemein für den Abfall der Intensität von sich in dämpfenden Stoffen ausbreitender elektromagnetischer Strahlung. Es beschreibt also die Dämpfung optischer Strahlung in Lichtwellenleitern (LWL) oder in dämpfenden optischen Medien oder die Abschwächung von Gamma- oder Röntgenstrahlung in Materie. Umgekehrt kann mit diesem Zusammenhang bei Kenntnis beider Intensitäten eine Dickenmessung erfolgen.
Die durch ein Medium der Länge {\displaystyle d} hindurch tretende Strahlungsleistung {\displaystyle P(d)} ist:
{\displaystyle P(d)=P_{0}\cdot \mathrm {e} ^{-\varepsilon 'd}}.
mit
- {\displaystyle P_{0}}: eintretende Leistung
- {\displaystyle \varepsilon '}: Absorptionskoeffizient in m−1
- {\displaystyle d}: Materialdicke bzw. -länge in m.

Dabei ist {\displaystyle \varepsilon '} oft stark von der Wellenlänge {\displaystyle \lambda } und vom Material abhängig.

### Lichtwellenleiter
Für das in Langstrecken-Lichtwellenleitern verwendete Silikatglas verringert sich {\displaystyle \varepsilon '(\lambda )} zwischen dem sichtbaren Bereich um 0,6 µm bis ca. 1,6 µm mit der vierten Potenz der Wellenlänge; an dieser Stelle erfolgt dann eine steile Erhöhung der Dämpfung durch eine Materialresonanz des Glases. Ein weiterer Dämpfungspol liegt im Ultraviolett-Bereich. Hydroxid-Ionen im Glas, die man zwar durch spezielle Herstellungstechnologien zu vermeiden sucht, verursachen eine selektive Dämpfungserhöhung bei etwa 1,4 µm (Infrarotspektroskopie). Die Dämpfungswerte für die in LWL-Kurzstrecken eingesetzten Kunststofffasern sind höher und sind ebenfalls stark material- und wellenlängenabhängig, zweckbestimmt im sichtbaren Bereich am geringsten.
An Stelle der oben angegebenen Schreibweise wird in der Signalübertragungstechnik die Darstellung
{\displaystyle P(d)=P_{0}\cdot 10^{-(\varepsilon d)/10}}
verwendet ({\displaystyle \varepsilon } die Dämpfung in dB/km und {\displaystyle d} die Länge des LWLs in km ist), weil in der Nachrichtentechnik durchweg das Verhältnis von (elektrischen ebenso wie optischen) Leistungen im dezimal-logarithmischen Maß dB (Dezibel) angegeben wird:
{\displaystyle \varepsilon d=10\cdot \log {\frac {P_{0}}{P(d)}}}

### Fernerkundung/Atmosphäre
Für die Atmosphäre wird das lambert-beersche Gesetz üblicherweise wie folgt formuliert:
{\displaystyle I=I_{0}\,\mathrm {e} ^{-m\left(\tau _{\mathrm {a} }+\tau _{\mathrm {g} }+\tau _{\mathrm {NO_{2}} }+\tau _{\mathrm {w} }+\tau _{\mathrm {O_{3}} }+\tau _{\mathrm {r} }\right)}}
wobei {\displaystyle m} für die atmosphärische Masse und {\displaystyle \tau _{x}} für die optischen Dicken des enthaltenen Stoffes {\displaystyle x} steht. Im Beispiel steht {\displaystyle x} für:
- {\displaystyle \mathrm {a} }: Aerosole (absorbierend und streuend)
- {\displaystyle \mathrm {g} }: homogene Gase wie Kohlendioxid {\displaystyle \mathrm {CO} _{2}} und molekularer Sauerstoff {\displaystyle \mathrm {O} _{2}} (ausschließlich absorbierend)
- {\displaystyle \mathrm {NO} _{2}}: Stickstoffdioxid (absorbierend)
- {\displaystyle \mathrm {w} }: Wasserdampf (absorbierend)
- {\displaystyle \mathrm {O} _{3}}: Ozon (absorbierend)
- {\displaystyle \mathrm {r} }: Rayleigh-Streuung durch molekularen Sauerstoff {\displaystyle \mathrm {O} _{2}} und Stickstoff {\displaystyle \mathrm {N} _{2}} (himmelblau)

Die Bestimmung von {\displaystyle \tau _{a}} ist notwendig für die Korrektur von Satellitenbildern und beispielsweise von Interesse bei der Klimabeobachtung.

### Computertomographie
In der Computertomographie wird die Abschwächung der Röntgenstrahlung innerhalb eines schmalen Spektralbereichs durch das lambert-beersche Gesetz beschrieben. Der Schwächungskoeffizient (Absorptionskoeffizient) {\displaystyle \mu } ist dabei eine Funktion des Ortes, d. h., {\displaystyle \mu } variiert innerhalb des Objekts (des Patienten) und nimmt zum Beispiel in Knochen einen größeren Wert an als in der Lunge. Die gemessene Intensität {\displaystyle I} der Röntgenstrahlung ergibt sich deshalb aus folgendem Integral:
{\displaystyle I=I_{0}\exp \left(-\int \mu (x)\operatorname {d} x\right)}
wobei {\displaystyle I_{0}} die von der Röntgenröhre emittierte Strahlungsintensität darstellt und das Integral über {\displaystyle x} den Weg des Strahls parametrisiert. Das computertomographische Bild stellt dann die Funktion {\displaystyle \mu (x)} als Graustufenbild dar (siehe Hounsfield-Skala). Aufgabe der Rekonstruktion ist es somit, aus den gemessenen Intensitäten {\displaystyle I} die Absorptionskoeffizienten {\displaystyle \mu } zu ermitteln, das heißt, das zugehörige inverse Problem zu lösen.
In realen Computertompraphen wird Röntgenstrahlung mit einem breiten Energiespektrum verwendet. Hier gilt das lambert-beersche Gesetz nur für jede auftretende Strahlenenergie einzeln, was in Summe über alle Energien zu einem veränderten Absorptionsverlauf führt. Mit zunehmender Durchdringungstiefe erhöht sich dabei die durchschnittliche Energie („Härte“) des Spektrums (Strahlaufhärtung) und der effektive Schwächungskoeffizient {\displaystyle \mu } verringert sich kontinuierlich.